# Kosmos 2087
Kosmos 2087, sovjetski satelit sustava upozorenja o raketnom napadu iz programa Kosmos. Vrste je Oko (US-K; Oko br. 6055).
Lansiran je 25. srpnja 1990. godine u 18:13 s kozmodroma Pljesecka, s mjesta 16/2. Lansiran je u visoku orbitu oko planeta Zemlje raketom nosačem Molnija-M 8K78M Blok 2BL. Orbita mu je 660 km u perigeju i 39.712 km u apogeju. Orbitna inklinacija mu je 62,88°. Spacetrackov kataloški broj je 20707. COSPARova oznaka je 1990-064A. Zemlju obilazi u 718,13 minuta. Bio je mase 1900 kg.
Iz misije je ostalo još nekoliko dijelova koji su se vratili u atmosferu, a kružili su u geotransfernoj (Blok-2BL) i niskoj orbiti.

## Vanjske poveznice
- N2YO.com Search Satellite Database (engl.)
- Celes Trak SATCAT Format Documentation (engl.)